# Березівка (Ряшівський повіт)
Березівка (пол. Brzezówka) — розташоване на Закерзонні село в Польщі, у гміні Гижне Ряшівського повіту Підкарпатського воєводства.
Населення — 549 осіб (2011).

## Розташування
Село розташоване в південно-східній частині Польщі, приблизно за 2 км на захід від Гижного і за 20 км на південний схід від воєводського центру Ряшів при воєводській дорозі № 878.

## Історія
Село вперше згадується в документах у 1429 р. Було закріпачене за німецьким правом.
Село знаходиться на західному Надсянні, яке внаслідок примусового закриття церков у 1593 р. зазнало латинізації та полонізації.
На 1831 р. рештки українського населення становили 2 особи, які належали до греко-католицької парафії Залісє Каньчузького деканату Перемишльської єпархії. На той час унаслідок насильної асиміляції українці лівобережного Надсяння опинилися в меншості. Востаннє українці згадуються в селі в шематизмі 1849 р. і в наступному шематизмі (1868 р.) згадка про Березівку вже відсутня.
У 1975-1998 роках село належало до Ряшівського воєводства.

## Демографія
Демографічна структура станом на 31 березня 2011 року:
|          | Загалом | Допрацездатний вік | Працездатний вік | Постпрацездатний вік |
| -------- | ------- | ------------------ | ---------------- | -------------------- |
| Чоловіки | 283     | 65                 | 193              | 25                   |
| Жінки    | 266     | 51                 | 155              | 60                   |
| Разом    | 549     | 116                | 348              | 85                   |